# Pesiqta de-Rav Kahana

La Pessikta deRav Kahana  (judéo-araméen : פסיקתא דרב כהנא Pesiqta de-Rav Kahana, « Sections de Rav Kahana ») est un recueil de midrashei aggada (homélies rabbiniques) sur les fêtes et sabbats spéciaux au cours de l’année. Compilé en Galilée vers le Ve siècle de l’ère commune, ce recueil est l’un des plus anciens midrashim connus.

## Objet du midrash
La Pessikta deRav Kahana consiste, dans l’édition critique Mandelbaum qui fait référence, en 28 sermons sur des versets plus divers appendices. 
Une première section traite des sections de la Torah lues lors des chabbatot particuliers et des jours saints. L’auteur commence par le sermon du chabbat de Hanoucca car celui-ci revient le plus régulièrement dans le cycle triennal selon lequel les Juifs en terre d’Israël lisent la Torah. Une autre section prend pour point de départ les sections prophétiques lues à l’occasion des chabbatot de deuil et de consolation qui commencent le 17 tammouz et prennent fin à l’approche de Roch Hachana (cet ouvrage constitue d’ailleurs la première trace d’une telle institution). Trois sermons ont pour objet les sections pénitentielles Dirshou (chabbat précédant Roch Hachana), Selihot et Shouva (chabbat précédant Yom Kippour).

## Manuscrits et questions decritique textuelle
Il y a sept manuscrits principaux, auxquels s'ajoutent divers fragments en provenance de la gueniza du Caire. Aucun manuscrit n'a exactement le même plan, ce qu'il est important de noter car l'ordre des sections pose un singulier problème de critique historique.

### Tableau des sections dans les sept manuscrits
Pour le titre et le contenu des sections, se référer au plan détaillé ci-après.
|                             | א  | צ           | כ        | פ        | ק    | א1           | א2          |
| 1. (sabbat de) Hanukka      | 1  | 1           | 8        |          | 1    | 5            | 19          |
| 2. sabbat sheqalim          | 2  | 2           | 9        |          | 2    | 6            | 20          |
| 3. sabbat zakhor            | 3  | add., 3     | 10       |          | 3    | 7            | 21          |
| 4. sabbat parah             | 4  |             | 11       |          | 4    | 8            | 22          |
| 5. sabbat ha-hodesh         | 5  |             | 7        |          | 5    | 9            | 23          |
| 6. 1er sabbat de Nissan     | 6  |             | 12       |          | 6    | 10           | 28          |
| 7. Pâque (sa. interm. ?)    |    |             | 13       |          | 7    | 11           | ?           |
| 8. 2e jour de Pâque         | 7  |             | 14       |          | 8    | 12           | 25          |
| 9. 1er jour de Pâque        | 8  |             | 18       |          | 9    |              | 24          |
| 10. sa. inter. Pâ. + sukkôt | 9  | 5           | 19       |          | (10) |              | 29          |
| 11. Dernier jour de Pâque   | 10 | 4 (déb. §2) | 15       |          | (11) | 13           | 26          |
| 12. Shavuôt                 | 11 | 6           | 16       |          | (12) | 14 (déb. §2) | 27          |
| 13. 3e sa. avant 9 av       | 12 | 7           |          | x        |      | 15           | 1           |
| 14. 2e sabbat avant 9 av    | 13 | 8           |          | x        |      | 16           | 2           |
| 15. sabbat avant 9 av       | 14 | 9           |          | x        |      | 17           | 3           |
| 16. sabbat après 9 av       | 15 | 10          |          | x        |      | 18           | 4           |
| 17. 2e sa. après 9 av       | 16 | 11          |          | début §3 |      | 19           | 5 (déb. §3) |
| 18. 3e sa. après 9 av       | 17 | 12          |          | x        |      | 20           | 6           |
| 19. 4e sa. après 9 av       | 18 | 13          | 1        | x        |      | 21           | 7           |
| 20. 5e sa. après 9 av       | 19 | 14          | 2        | x        |      | 22           | 8           |
| 21. 6e sa. après 9 av       | 20 | 15          | 3        | x        |      | 23           | 9           |
| 22. 7e sa. après 9 av       | 21 | 16          |          |          |      | 24           | 10          |
| 23. Rosh ha-Shana           | 22 | 17          |          |          |      | 1 (déb. §3)  | 11          |
| 24. shabat shuvah           | 23 | 18          | 6        | x        |      | 2            | 12          |
| 25. Seliḥot (av. YK)        | 24 | 19          | (x)      |          |      | 3            |             |
| 26. Yôm Kippour             | 25 | 20          | 17       |          |      |              | x           |
| 27. Sukkôt                  | 26 | 21-22       | 27       |          |      |              | x           |
| 28. shemini 'atsèrèt        | 27 | 25          | 21       |          |      | 4            | 17          |
| App. 1a-c (sim'hat Torah)   |    | 24 (b-c)    | 23 (a-c) |          |      | 25 (b)       | 18 (a, c)   |
| App. 2 (sukkôt, 2e j.)      |    | 23          |          |          |      |              |             |
| App. 3                      |    |             | x        |          |      |              |             |
| App. 4                      |    |             |          |          |      | 26           |             |
| App. 5                      |    |             |          | x        |      |              | x           |
| App. 6 (= n°22)             |    |             | 4        | x        |      |              | x           |
| App. 7 (darshû)             |    |             | 5        |          |      |              | x           |

### Sections secondaires
On sait qu'en Terre d'Israël, la Torah est divisée en un peu plus de 150 seder qui sont lus selon un cycle de trois ans et demi à peu près ; la dernière lecture de ce cycle donne lieu à une fête spéciale dans la diaspora, où on lit la Torah selon un cycle annuel de parashiyôt, la fête de sim'hat Torah. Cette section dans l'ouvrage est donc secondaire, de même que les sections pour un deuxième jour de fête que l'on trouve dans certains manuscrits.

### Début du cycle des fêtes à Rosh ha-Shanâ ou à Hanukkâ?
Comme on le voit dans le tableau, 3 manuscrits (Oxford, Paris et Rome) commencent à Hanukkâ par le cycle des fêtes qui conduisent à Pâque, 3 manuscrits (Parme, Oxford 2 et sans doute Cambridge) commencent par le cycle des 10 sabbats qui conduisent à Rosh ha-Shanâ et 1 manuscrit (Oxford 1) commence par Rosh ha-Shanâ lui-même. 
Le début de l'année à Rosh ha-Shana est logique si l'on considère que le "premier jour du septième mois" est, effectivement, le début de l'année. Mais le texte biblique, qui situe plutôt le début de l'an au premier mois, le mois de la fête de Pâque, ne dit rien de tel et cette question a posé problème aux Tannaïm puisque la mishnâ va jusqu'à dire qu'il y a quatre débuts de l'an: le 1er nisan "pour les rois et les fêtes de pèlerinage", le 1er élul pour la dîme du bétail (opinion discutée), le 1er tishré "pour les années, les années sabbatiques (shmitâ), les jubilés, les plantations et les légumes", et le 1er shevat pour les arbres (opinion discutée). Du moins elle ne mentionne pas de début de l'an à Hanukkâ ni à la période qui précède le 9 av. C'est pourtant ce que l'on constate dans certains manuscrits et cela mérite d'être discuté.
On peut expliquer le début de l'ouvrage au sabbat de Hanukkâ par le fait que l'intention première de l'ouvrage aurait été de donner les commentaires pour les lectures des sabbats spéciaux, et non pour les fêtes de pèlerinage, 
Pessa'h (Pâque), Chavouot (Pentecôte), Souccot (Cabanes), auquel cas, selon la mishnâ, l'ouvrage aurait dû commencer par Pâque (ou au moins les sabbats qui la précèdent); or le sabbat de Hanukkâ est le premier sabbat spécial qui tombe après le 1er tishré. C'est dans un second temps que l'on aurait ajouté aussi des sections pour les fêtes de pèlerinage.
La fête de Rosh ha-Shanâ peut bien avoir lieu chaque année le premier jour du septième mois, son thème est avant tout l' "acclamation" (yôm teruâ dit le texte biblique) et non pas le début de l'année, même si l'expression est utilisée au début de la pisqâ et si, par ailleurs, on trouve à cet endroit, comme premier rabbin cité, le nom de Rav Kahana, par lequel est désigné l'ouvrage au moins depuis le Moyen Âge. Mais il en résulte une certaine contradiction avec la mishnâ que l'on a citée, puisque c'est la fête des Cabanes (section 27) qui constituerait la première fête au lieu de Pâque.
On voit que les des deux débuts habituellement présentés comme originels (à Rosh ha-Shanâ par Zunz, Mandelbaum, etc.; à Hanukkâ par Buber, Goldberg, etc.) ne vont pas sans poser des problèmes. Peut-être sont-ils tous les deux "originels", au sens où ils témoigneraient de deux traditions. On peut en effet considérer qu'il y a une autre bonne raison de commencer le cycle à Hanukkâ, c'est sa coïncidence approximative avec le début de l'an de l'année civile romaine, le 1er janvier. Cela ne devait pas aller de soi pour un courant attaché strictement à la tradition des Sages d'Israël. De ce fait serait apparue une autre tradition, reculant le début de l'an à Rosh ha-Shanâ, qui est le début logique d'un cycle annuel. En faveur de ce point de vue, on pourrait invoquer le fait que le début de la section de Hanukkâ, fait plusieurs allusions polémiques au christianisme et que dans un recueil chrétien d'homélies contemporain, conservé en géorgien, l'année liturgique commence par une fête mariale située avant la fête des Théophanies le 6 janvier. Or il y a précisément une polémique contre Marie Théotokos dans ce début de section (PRK I 3).

## Plan de l'ouvrage
Jacob Neusner a observé que les différentes sections de l'ouvrage ont été composées selon le même plan : d'abord une partie comprenant des petihôt, c'est-à-dire des ouvertures, une citation d'un verset biblique dont le commentaire conduit pas à pas au premier verset de la parashâ du jour, et ensuite une partie comprenant simplement des interprétations (aggadiques ou parfois halakhiques) sur la parashâ du jour, c'est-à-dire des derashôt. La première a son milieu d'origine dans la prédication synagogale (bêt knesset), la seconde dans l'étude et le commentaire midrashique (bêt midrash). Il a nommé la première partie, par allusion à une méthode musicale bien connue, « commentaire contrapunctique », et la seconde, « commentaire analytique ».

## La polémique anti-christianisante
Sans vouloir majorer l'importance de la polémique contre le christianisme dans l'ouvrage primitif, plusieurs auteurs se sont évertués à y trouver des allusions, avec plus ou moins de bonheur. Outre le travail de Leo Baeck cité plus haut, on peut relever au moins les passages suivants :
- PRK 4, 3[30] ;
- PRK 5, 17[31] ;
- PRK 13[32] ;
- PRK 15, 1[33] ;
- PRK 15, 9[34] ;
- PRK 13-22[35] ;
- PRK 22, 5[36] ;
- PRK 26[37].

Mais l'influence est à double sens, en quelque sorte, puisque le cycle des lectures des 3 sabbats de châtiment et 7 sabbats de consolation a influencé le lectionnaire chrétien de Jérusalem, sans doute par l'intermédiaire d'une source judéo-chrétienne. Et c'est vraisemblablement contre ce courant christianisant interne au judaïsme palestinien de cette époque, que s'est exercée la polémique qui affleure dans l'ouvrage.